# María Luján Rey
María Luján Rey (San Antonio de Padua, 4 de agosto de 1969) es una  docente y política argentina de Propuesta Republicana. Se desempeñó como diputada nacional por la provincia de Buenos Aires durante el período 2019-2023.

## Biografía
Nacida en San Antonio de Padua (provincia de Buenos Aires) en 1969, ejerció como profesora de geografía en colegios públicos de Merlo hasta 2012.
Saltó a la escena pública tras el accidente ferroviario de Once de 2012, al ser madre de Lucas Menghini Rey, una de las 51 víctimas de la tragedia. Al momento del accidente, Menghini no aparecía y su familia inició una campaña por los medios para encontrarlo. Su cuerpo apareció tres días después del accidente dentro del tren. A partir de entonces, Rey fue cara visible de los familiares de las víctimas y de los pedidos de condena hacia los funcionarios implicados. En 2015 publicó Desde mis zapatos, un libro sobre su caso con prólogo de Juan José Campanella.
Se desempeñó como asesora legislativa hasta 2016, cuando comenzó a trabajar para la gobernadora de la provincia de Buenos Aires María Eugenia Vidal, en la Dirección Técnica y Social de la gobernación bonaerense.
En las elecciones legislativas de 2019, fue elegida diputada nacional por la provincia de Buenos Aires, ocupando el segundo lugar en la lista de Juntos por el Cambio.
Integró el bloque de Propuesta Republicana y el interbloque Juntos por el Cambio. Además, fue vicepresidenta segunda de la comisión de Transportes, y vocal en las comisiones de Legislación Penal; de Libertad de Expresión; de Justicia; y de las Personas Mayores.